# Baicalellia
Genre
Baicalellia est un genre de vers plats aquatiques de la famille des Provorticidae et de l'ordre des Rhabdocoela.

## Écologie
Une kleptoplastie a été observée chez une espèce, Baicalellia solaris : ce ver ingurgite des plastes de diatomées et bénéficie pendant plusieurs semaines de la photosynthèse de ces organites. L'algue est ainsi endosymbiote du ver plat.

## Environnement
Le genre Baicalellia ne comprend aucune espèce terrestre. Il est constitué d'espèces marines qui vivent dans des écosystèmes benthiques, et d'espèces — comme B. subsalina — qui vivent dans des eaux douces ou saumâtres. Nicolaï Nasonov, proposant du genre, décrit huit de ces membres à partir d'observations du Lac Baïkal qui est une réserve profonde d'eau douce. Bien que toutes les espèces soient aquatiques, certaines d'entre elles ne sont pas décrites comme vivantes dans tous les milieux aquatiques (eaux marines, saumâtres, douces), à l'instar de B. rectis et B. sewardensis.

## Systématique
Le nom valide complet (avec auteur) de ce taxon est Baicalellia Nasonov, 1930.

### Synonymes deBaicalellia
Baicalellia a pour synonyme les genres suivants :
- Canetellia Ax, 1956
- Coronopharynx Luther, 1962

### Liste des espèces
Selon la base de données World Register of Marine Species (22 décembre 2023), le genre Baicalellia contient les espèces suivantes :
- Baicalellia albicauda Nasonov, 1930
- Baicalellia anchoragensis Ax & Armonies, 1990
- Baicalellia baicali Nasonov, 1930
- Baicalellia beauchampi (Ax, 1956) Stephenson, Van Steenkiste & Leander, 2019
- Baicalellia brevituba (Luther, 1918) Nasonov, 1930
- Baicalellia canadensis Ax & Armonies, 1987
- Baicalellia daftpunka Stephenson, Van Steenkiste & Leander, 2019
- Baicalellia evelinae Marcus, 1946
- Baicalellia forcipifera Van Steenkiste, Volonterio, Schockaert & Artois, 2008
- Baicalellia groenlandica Ax, 1995
- Baicalellia maculata Nasonov, 1930
- Baicalellia nana (Ax, 2008) Stephenson, Van Steenkiste & Leander, 2019
- Baicalellia nigrofasciata Nasonov, 1930
- Baicalellia ocellata Nasonov, 1930
- Baicalellia opaca (Sibiriakova, 1929) Ruebush & Hayes, 1939
- Baicalellia pellucida Nasonov, 1930
- Baicalellia posieti Nasonov, 1930
- Baicalellia pusilla (Luther, 1962) Stephenson, Van Steenkiste & Leander, 2019
- Baicalellia rectis Ax, 2008
- Baicalellia sewardensis Ax & Armonies, 1990
- Baicalellia solaris Stephenson, Van Steenkiste & Leander, 2019
- Baicalellia strelzovi Joffe & Selivanova, 1988
- Baicalellia subsalina Ax, 1954

### Espèce synonyme
L'espèce Baicalellia brevitubus est acceptée comme Baicalellia brevituba (Luther, 1918) Nasonov, 1930. Le mauvais épithète choisi par Nasonov (1930), Karling (1940) et Axe (1960) a été correctement ajusté par les auteurs ultérieurs (par exemple par Luther, 1962).

### Publication originale
(de)  N. V. Nasonov, « Vertreter der Fam. Graffillidae (Turbellaria) des Baikalsees », Bulletin de l'Académie des sciences de l'URSS, Classe des sciences physico-mathématiques, 736 pages, 1930, p. 727–738